# Farol Bacopari
O Farol Bacopari situa-se no Cabo Bacopari, localizado no município de Baía Formosa, no estado brasileiro do Rio Grande do Norte.

## Características
A lâmpada do farol fica a uma altitude de 30 metros em relação ao nível médio do mar, no topo de uma torre de 17 metros de altura. O farol emite dois pulsos de luz branca em intervalos de dez segundos.
Sua torre tem base octogonal, com as faces laterais pintadas nas cores preta e branca. Seu alcance luminoso é de 15 milhas náuticas.

## Administração
Inaugurado em 1919, o farol é administrado pelo Serviço de Sinalização Náutica do Nordeste da Marinha do Brasil.